# Luciano Spalletti
Luciano Spalletti (7. březen 1959, Certaldo, Itálie) je fotbalový trenér, bývalý fotbalový záložník. Od srpna 2023 do června 2025 byl trenérem Italské fotbalové reprezentace.
Celkem devět klubů vedl v letech 1994 až 2023. Kromě ruského Zenitu, který vedl čtyři roky, odtrénoval italské kluby. Se Zenitem získal dva tituly (2010, 2011/12) a s Neapolí má jeden titul (2022/23). Také vyhrál s Římem dvakrát Italský pohár (2006/07, 2007/08) a jednou Italský superpohár (2007). V roce 2023 se stal nejlepším trenérem v lize.

## Trenérská kariéra

### Klubová

#### Empoli a Sampdoria
V sezóně 1993/94 začal svou kariéru jako trenér mládežnického týmu Empoli. Posledních 6 kol ve 3. lize byl dosazen do týmu mužů, se kterými se v play out zachránil. Po záchranářské akci se opět vrátil k mládeži. K hlavnímu klubu se vrátil na sezonu 1995/96. Pomohl k 3. místu a díky vítězství v play off slavil postup do 2. ligy. Následující sezonu pomohl po 10 letech k postupu do nejvyšší ligy. Prémiovou sezonu v nejvyšší lize obsadil 12. místo.
Po povedené sezoně se rozhodl s Empoli odejít a podepsal smlouvu se Sampdorii. jenže v prosinci byl odvolán a poté se v únoru vrátil zpět. I tak ale nezabránil k sestupu.

#### Benátky, Udinese a Ancona
To stejné jako v Sampdorii zažil i v Benátkách. Za první 2 měsíce vyhrál jen jednou a vedení jej odvolalo, ale v únoru se vrátil, ale opět klub nezachránil a sestoupil. Další angažmá obdržel až březnu 2001, kdy jej vzalo Udinese. Obsadil 12. místo, ale i tak byl nahrazen Hodgsonem. V lednu 2002 získal angažmá v druholigové Anconě, kterou zachránil v soutěži.
V létě 2002 se vrátil do Udinese a v první sezoně dosáhl 6. místa v lize a tím získal místo do poháru UEFA. I v následující sezoně zopakoval díky 7. místu místo do poháru UEFA. Nejlepší výsledek dosažený na lavičce Udinese bylo 4. místo v sezoně 2004/05 a získal tak poprvé v klubové historii pozvánku do LM.

#### Řím
Na konci tříletého období v Udinese se rozhodl odejít do Říma. Během první sezóny s klubem vyhrál v lize 11 utkání v řadě, přičemž tým skončil na 5. místě, ale kvůli skandálu Calciopoli byl dán na 2. místo. Ve finále italského poháru prohrál ve finále s Interem. V následující sezoně prohrál v italském superpoháru, ale dovedl tým do čtvrtfinále LM, kde prohrál s Manchester United a v lize obsadil 2. místo. Alespoň v italského poháru porazil ve finále Inter a získal tak svou první trofej v trenérské kariéře.
Následující sezona byla na chlup stejná jako ta minulá. V lize opět na 2. místě, i když jen o dva body od mistra. V LM opět vypadl ve čtvrtfinále s Manchesterem United a opět porazil Inter ve finále italského poháru a navíc získal italský superpohár.
Velkým zklamáním byla sezóna 2008/09, která byla zahájena porážkou na penalty v italském superpoháru. V lize skončil až na 6. místě a v LM jej v osmifinále vyřadil Arsenal. Sezona 2009/10 začala špatně a 1. září 2009 rezignoval na trenérský post.

#### Zenit
Dne 11. prosince 2009 byl oficiálně představen jako nový trenér ruského klubu Zenitu Petrohrad. Klub dovedl v první sezoně k vítězství ruskému poháru, v lize i v superpoháru. Po úspěšné sezoně prodloužil smlouvu a přidal další titul v lize.
V sezóně 2012/13 skončil na 2. místě v lize, o 2 body za CSKA Moskva. V následující sezonu vedl klub do března, když byl vyhozen.

#### Řím a Inter
Dne 14. ledna 2016 se opět stal trenérem Říma. Nahradil tak odvolaného Garcia. Dovedl tým na 3. místo v lize a v LM nestačil v osmifinále Realu.
Následující sezóna začala tím, že se nepodařilo projít přes předkolo do skupinové fáze LM. V EL byl vyřazen v osmifinále a v Italském poháru v semifinále. V lize skončil na 2. místě jen o 4 body od mistra. I tak pokořil rekordy v počtu bodů (87) a vstřelených branek v jediné sezóně (90), čímž předčil skvělé trenéry z minulosti žlutočerveného týmu. Po sezoně u týmu skončil.
Za pár dní byl jmenován novým trenérem Interu a podepsal smlouvu na dva roky. Sezonu začali výborně a do konce roku vedli ligu. Poté ale již začali prohrávat a sezona byla dokončena na 4. místě. I tak pomohl klubu se dostal po 7 letech do LM. Po sezoně prodloužil smlouvu s týmem do roku 2021.
V sezóně 2018/19 tým začal s prohrami, ale v půli sezony se dostal do vrchní půlky tabulky. Pak přišel opět pokles formy a opět skončil na 4. místě. V LM neprošel do play off a byl přeřazen do EL, kde jej vyřadil v osmifinále Eintracht Frankfurt. I když měl smlouvu byl po sezoně odvolán.

#### Neapol
Po dvouletém volnu byl 29. května 2021 jmenován novým trenérem Neapole, se kterým podepsal dvouletou smlouvu. Dne 23. září slavil výhru nad Sampdorii a stal se prvním trenérem, který vyhrál prvních pět ligových zápasů při svém debutu jako trenér, což je rekord. Ligu zakončil na 3. místě, čímž po dvou letech přivedl klub do LM zpět do Ligy mistrů. V EL byl vyřazen v předkole play off, když jej vyřadila Barcelona (celkem 3:5).
Sezónu 2022/23 začal výborně. V LM vyhrál svou skupinu, když prohrál jeden zápas. Došel až do čtvrtfinále, když byl vyřazen Milánem (celkem 1:2). V Lize vyrovnal nejvyšší počet po sobě jdoucích zápasů vyhraných v ligových a pohárových soutěžích (11), což je rekord, který vytvořil bývalý trenér Ottavio Bianchi v sezóna 1986/87. Tento rekord byl poté překonán 26. října díky výhře 3:0 nad Rangers a 1. listopadu byla tato série (17 zápasů) byla přerušena zápasem s Liverpoolem (0:2). Poté 12. listopadu vyhrál jedenácté utkání v řadě v lize, čímž překonal rekord, který v sezóně 2017/18 vytvořil Maurizio Sarri. První porážka v lize přišla 4. ledna 2023 proti Interu (0:1), který zápas vyhrál 1:0. Dne 21. ledna se díky venkovnímu vítězství proti Salernitaně (0:2) se stal trenérem s nejvíce vyhranými zápasy v historii Serie A (276) v éře tří bodů za výhru. Dne 4. května díky venkovní remíze proti Udinese (1:1) vyhrál svůj první titul v italské lize a stal se tak ve věku 64 let a 58 dny, nejstarším trenérem který vyhrál titul. Na individuální úrovni získal cenu nejlepší trenér v Serii A v letech 2022/23. Na konci sezóny sdělil trenér své přání nepokračovat s Azzurri.

### Reprezentační
Dne 18. srpna 2023 se stal oficiálním novým trenérem italského národního týmu počínaje následujícím 1. zářím, když nahradil odstupujícího Manciniho. Na lavičce debutoval 9. září v remízovém utkání 1:1 proti Severní Makedonii. První vítězství mohl slavit 12. září, když porazil Ukrajinu (2:1). Kvalifikaci na ME 2024 zakončil na postupujícím 2. místě. Na ME 2024 dokráčel do osmifinále a hrozilo že bude odvolán, ale nakonec zůstal.

## Statistika

### Hráčská
| Sezóna                     | Klub                       | Liga                       | Liga   | Liga | Ligové poháry | Ligové poháry | Ligové poháry | Kontinentální poháry | Kontinentální poháry | Kontinentální poháry | Celkem | Celkem |
| Sezóna                     | Klub                       | Soutěž                     | Zápasy | Góly | Soutěž        | Zápasy        | Góly          | Soutěž               | Zápasy               | Góly                 | Zápasy | Góly   |
| -------------------------- | -------------------------- | -------------------------- | ------ | ---- | ------------- | ------------- | ------------- | -------------------- | -------------------- | -------------------- | ------ | ------ |
| 1982/83                    | Castelfiorentino           | Interregionale             | ?      | ?    | -             | 0             | 0             | -                    | 0                    | 0                    | ?      | ?      |
| 1983/84                    | Castelfiorentino           | Interregionale             | ?      | ?    | -             | 0             | 0             | -                    | 0                    | 0                    | ?      | ?      |
| 1984/85                    | Castelfiorentino           | Interregionale             | ?      | ?    | -             | 0             | 0             | -                    | 0                    | 0                    | ?      | ?      |
| Celkem za Castelfiorentino | Celkem za Castelfiorentino | Celkem za Castelfiorentino | ?      | ?    | -             | ?             | ?             | -                    | ?                    | ?                    | ?      | ?      |
| 1985/86                    | Entella Bacezza            | Serie C2                   | 27     | 2    | -             | 0             | 0             | -                    | 0                    | 0                    | 27     | 2      |
| 1986/87                    | Spezia                     | Serie C1                   | 31     | 2    | -             | 0             | 0             | -                    | 0                    | 0                    | 31     | 2      |
| 1987/88                    | Spezia                     | Serie C1                   | 32     | 1    | -             | 0             | 0             | -                    | 0                    | 0                    | 31     | 2      |
| 1988/89                    | Spezia                     | Serie C1                   | 33     | 3    | IP            | 5             | 0             | -                    | 0                    | 0                    | 38     | 3      |
| 1989/90                    | Spezia                     | Serie C1                   | 24     | 1    | IP            | 1             | 0             | -                    | 0                    | 0                    | 25     | 1      |
| Celkem za Speziu           | Celkem za Speziu           | Celkem za Speziu           | 120    | 7    | -             | 6             | 0             | -                    | 0                    | 0                    | 126    | 7      |
| 1990/91                    | Viareggio                  | Serie C2                   | 29     | 1    | -             | 0             | 0             | -                    | 0                    | 0                    | 29     | 1      |
| 1991/92                    | Empoli                     | Serie C1                   | 31     | 1    | IP            | 2             | 0             | -                    | 0                    | 0                    | 33     | 1      |
| 1992/93                    | Empoli                     | Serie C1                   | 22     | 2    | IP            | 1             | 0             | -                    | 0                    | 0                    | 23     | 2      |
| Celkem za Empoli           | Celkem za Empoli           | Celkem za Empoli           | 53     | 3    | -             | 3             | 0             | -                    | 0                    | 0                    | 56     | 3      |
| Celkově                    | Celkově                    | Celkově                    | 229+   | 13+  | -             | 9             | 0             | -                    | 0                    | 0                    | 238+   | 13+    |

### Trenérská

#### Klubová
| Sezóna            | Klub              | Liga              | Liga   | Liga  | Liga   | Liga   | Liga                                                     | Národní poháry | Národní poháry | Národní poháry | Národní poháry | Národní poháry | Národní poháry   | Kontinentální poháry | Kontinentální poháry | Kontinentální poháry | Kontinentální poháry | Kontinentální poháry | Kontinentální poháry | Celkem | Celkem | Celkem | Celkem |
| Sezóna            | Klub              | Soutěž            | Zápasy | Výhry | Remízy | Prohry | Umístění                                                 | Soutěž         | Zápasy         | Výhry          | Remízy         | Prohry         | Úspěch           | Soutěž               | Zápasy               | Výhry                | Remízy               | Prohry               | Úspěch               | Zápasy | Výhry  | Remízy | Prohry |
| ----------------- | ----------------- | ----------------- | ------ | ----- | ------ | ------ | -------------------------------------------------------- | -------------- | -------------- | -------------- | -------------- | -------------- | ---------------- | -------------------- | -------------------- | -------------------- | -------------------- | -------------------- | -------------------- | ------ | ------ | ------ | ------ |
| 1994              | Empoli            | Serie C1          | 6+2    | 1+1   | 2+1    | 3      | Nastoupil v dub. 17. místo                               | -              | 0              | 0              | 0              | 0              | -                | -                    | 0                    | 0                    | 0                    | 0                    | -                    | 8      | 2      | 3      | 3      |
| 1995/96           | Empoli            | Serie C1          | 34+3   | 17+3  | 11     | 6      | 3. místo (postup)                                        | -              | 0              | 0              | 0              | 0              | -                | -                    | 0                    | 0                    | 0                    | 0                    | -                    | 37     | 20     | 11     | 6      |
| 1996/97           | Empoli            | Serie B           | 38     | 17    | 13     | 8      | 2. místo (postup)                                        | IP             | 3              | 1              | 1              | 1              | -                | -                    | 0                    | 0                    | 0                    | 0                    | -                    | 41     | 18     | 14     | 9      |
| 1997/98           | Empoli            | Serie A           | 34     | 10    | 7      | 17     | 12. místo                                                | IP             | 2              | 0              | 1              | 1              | -                | -                    | 0                    | 0                    | 0                    | 0                    | -                    | 36     | 10     | 8      | 18     |
| Celkem za Empoli  | Celkem za Empoli  | Celkem za Empoli  | 117    | 49    | 34     | 34     | -                                                        | -              | 5              | 1              | 2              | 2              | -                | -                    | 0                    | 0                    | 0                    | 0                    | -                    | 122    | 50     | 36     | 36     |
| 1998/99           | Sampdoria         | Serie A           | 28     | 9     | 7      | 12     | Trenérem od 1.–13. kola, 20.–34. kola 16. místo (sestup) | IP             | 4              | 1              | 1              | 2              | -                | Int.                 | 6                    | 4                    | 0                    | 2                    | -                    | 38     | 14     | 8      | 16     |
| 1999/00           | Benátky           | Serie A           | 17     | 4     | 3      | 10     | Trenérem od 1.–8. kola, 12.–20. kola                     | IP             | 6              | 2              | 3              | 1              | -                | -                    | 0                    | 0                    | 0                    | 0                    | -                    | 23     | 6      | 6      | 11     |
| 2001              | Udinese           | Serie A           | 11     | 2     | 4      | 5      | Nastoupil v bře. 12. místo                               | -              | 0              | 0              | 0              | 0              | -                | -                    | 0                    | 0                    | 0                    | 0                    | -                    | 11     | 2      | 4      | 5      |
| 2002              | Ancona            | Serie B           | 20     | 8     | 5      | 7      | Nastoupil v led. 8. místo                                | -              | 0              | 0              | 0              | 0              | -                | -                    | 0                    | 0                    | 0                    | 0                    | -                    | 20     | 8      | 5      | 7      |
| 2002/03           | Udinese           | Serie A           | 34     | 16    | 8      | 10     | 6. místo                                                 | IP             | 2              | 1              | 0              | 1              | -                | -                    | 0                    | 0                    | 0                    | 0                    | -                    | 36     | 17     | 8      | 11     |
| 2003/04           | Udinese           | Serie A           | 34     | 13    | 11     | 10     | 7. místo                                                 | IP             | 4              | 2              | 1              | 1              | -                | PU                   | 2                    | 1                    | 0                    | 1                    | -                    | 40     | 16     | 12     | 12     |
| 2004/05           | Udinese           | Serie A           | 38     | 17    | 11     | 11     | 4. místo                                                 | IP             | 6              | 2              | 1              | 3              | Semifinále       | PU                   | 2                    | 1                    | 0                    | 1                    | -                    | 46     | 20     | 12     | 14     |
| Celkem za Udinese | Celkem za Udinese | Celkem za Udinese | 117    | 48    | 34     | 35     | -                                                        | -              | 12             | 5              | 2              | 5              | -                | -                    | 4                    | 2                    | 0                    | 2                    | -                    | 133    | 55     | 36     | 42     |
| 2005/06           | Řím               | Serie A           | 38     | 19    | 12     | 7      | Stříbrná medaile                                         | IP             | 8              | 4              | 1              | 3              | Stříbrná medaile | PU                   | 10                   | 6                    | 2                    | 2                    | -                    | 56     | 29     | 15     | 12     |
| 2006/07           | Řím               | Serie A           | 38     | 22    | 9      | 7      | Stříbrná medaile                                         | IP+IS          | 8+1            | 5              | 2              | 1+1            | +                | LM                   | 10                   | 5                    | 2                    | 3                    | Čtvrtfinále          | 57     | 32     | 13     | 12     |
| 2007/08           | Řím               | Serie A           | 38     | 24    | 10     | 4      | Stříbrná medaile                                         | IP+IS          | 7+1            | 4+1            | 2              | 1              | +                | LM                   | 10                   | 5                    | 2                    | 3                    | Čtvrtfinále          | 56     | 34     | 14     | 8      |
| 2008/09           | Řím               | Serie A           | 38     | 18    | 9      | 11     | 6. místo                                                 | IP+IS          | 2+1            | 1              | 0+1            | 1              | -                | LM                   | 8                    | 4                    | 1                    | 3                    | -                    | 49     | 23     | 11     | 15     |
| 2009/10           | Řím               | Serie A           | 2      | 0     | 0      | 2      | Propuštěn v srp.                                         | IP             | 0              | 0              | 0              | 0              | -                | EL                   | 4                    | 3                    | 1                    | 0                    | -                    | 6      | 3      | 1      | 2      |
| 2010              | Zenit             | Premier Liga      | 30     | 20    | 8      | 2      |                                                          | RP             | 3              | 2              | 1              | 0              |                  | -                    | 0                    | 0                    | 0                    | 0                    | -                    | 33     | 22     | 9      | 2      |
| 2011              | Zenit             | Premier Liga      | 30     | 17    | 10     | 3      |                                                          | RP+RS          | 4+1            | 3+1            | 0              | 1              |                  | LM+EL                | 4+10                 | 2+8                  | 1+0                  | 1+2                  | -                    | 49     | 31     | 11     | 7      |
| 2011/12           | Zenit             | Premier Liga      | 14     | 7     | 6      | 1      |                                                          | RP             | 3              | 2              | 0              | 1              | -                | LM                   | 8                    | 3                    | 3                    | 2                    | -                    | 25     | 12     | 9      | 4      |
| 2012/13           | Zenit             | Premier Liga      | 30     | 18    | 8      | 4      | Stříbrná medaile                                         | RP+RS          | 4+1            | 2              | 1              | 1+1            | -                | LM+EL                | 6+4                  | 2+2                  | 1+0                  | 3+2                  | -                    | 25     | 12     | 9      | 4      |
| 2013/14           | Zenit             | Premier Liga      | 20     | 12    | 5      | 3      | Propuštěn v bře.                                         | RP+RS          | 1+1            | 0              | 0              | 1+1            | -                | LM                   | 11                   | 5                    | 3                    | 3                    | -                    | 33     | 17     | 8      | 8      |
| Celkem za Zenit   | Celkem za Zenit   | Celkem za Zenit   | 124    | 74    | 37     | 13     | -                                                        | -              | 18             | 10             | 2              | 6              | -                | -                    | 43                   | 22                   | 8                    | 13                   | -                    | 185    | 106    | 47     | 32     |
| 2016              | Řím               | Serie A           | 19     | 14    | 4      | 1      | Nastoupil v led. ·                                       | -              | 0              | 0              | 0              | 0              | -                | LM                   | 2                    | 0                    | 0                    | 2                    | -                    | 21     | 14     | 4      | 3      |
| 2016/17           | Řím               | Serie A           | 38     | 28    | 3      | 7      | Stříbrná medaile                                         | IP             | 4              | 3              | 0              | 1              | Semifinále       | LM+EL                | 2+10                 | 0+5                  | 1+3                  | 1+2                  | -                    | 54     | 36     | 7      | 11     |
| Celkem za Řím     | Celkem za Řím     | Celkem za Řím     | 211    | 125   | 47     | 39     | -                                                        | -              | 32             | 18             | 6              | 8              | -                | -                    | 56                   | 28                   | 12                   | 16                   | -                    | 299    | 171    | 65     | 63     |
| 2017/18           | Inter             | Serie A           | 38     | 20    | 12     | 6      | 4. místo                                                 | IP             | 2              | 0              | 1              | 1              | -                | -                    | 0                    | 0                    | 0                    | 0                    | -                    | 40     | 20     | 13     | 7      |
| 2018/19           | Inter             | Serie A           | 38     | 20    | 9      | 9      | 4. místo                                                 | IP             | 2              | 1              | 1              | 0              | -                | LM+EL                | 6+4                  | 2+2                  | 2+1                  | 2+1                  | -                    | 50     | 25     | 13     | 12     |
| Celkem za Inter   | Celkem za Inter   | Celkem za Inter   | 76     | 40    | 21     | 15     | -                                                        | -              | 4              | 1              | 2              | 1              | -                | -                    | 10                   | 4                    | 3                    | 3                    | -                    | 90     | 45     | 26     | 19     |
| 2021/22           | Neapol            | Serie A           | 38     | 24    | 7      | 7      | Bronzová medaile                                         | IP             | 1              | 0              | 0              | 1              | -                | EL                   | 8                    | 3                    | 2                    | 3                    | -                    | 47     | 27     | 9      | 11     |
| 2022/23           | Neapol            | Serie A           | 38     | 28    | 6      | 4      |                                                          | IP             | 1              | 0              | 1              | 0              | -                | LM                   | 10                   | 7                    | 1                    | 2                    | Čtvrtfinále          | 49     | 35     | 8      | 6      |
| Celkem za Neapol  | Celkem za Neapol  | Celkem za Neapol  | 76     | 52    | 13     | 11     | -                                                        | -              | 2              | 0              | 1              | 1              | -                | -                    | 18                   | 10                   | 3                    | 5                    | -                    | 96     | 62     | 17     | 17     |
| Celkově           | Celkově           | Celkově           | 785    | 408   | 201    | 176    | -                                                        | -              | 83             | 38             | 19             | 26             | -                | -                    | 137                  | 70                   | 26                   | 41                   | -                    | 1004   | 515    | 246    | 243    |

#### Reprezentační
| 2023      | Itálie | Kvalifikace ME 2024     | 2. místo   | 6  | 3 | 2 | 1 |
| 2024      | Itálie | ME 2024                 | Osmifinále | 4  | 1 | 1 | 2 |
| 2024      | Itálie | Liga národů UEFA Finále | Probíhá    | 3  | 2 | 1 | 0 |
| 2018–2023 | Itálie | přátelské utkání        | -          | 4  | 3 | 1 | 0 |
| Celkem    | Celkem | Celkem                  | Celkem     | 17 | 9 | 5 | 3 |

## Trenérské úspěchy

### Klubové
- vítěz Ruské ligy (2x)

Zenit: 2010, 2011/12
- vítěz Italské ligy (1x)

Neapol: 2022/23
- vítěz Italského poháru (2x)

Řím: 2006/07, 2007/08
- vítěz Ruského poháru (1x)

Zenit: 2009/2010
- vítěz Italského superpoháru (1x)

Řím: 2007
- vítěz Ruského superpoháru (1x)

Zenit: 2011